# Handgießinstrument
Das Handgießinstrument bildet den Kern von Johannes Gutenbergs Erfindung des Buchdrucks mit beweglichen Lettern; es handelt sich dabei um einen Apparat, in den eine Matrize eingespannt und mit der Legierung für die Lettern (bestehend aus Blei, Zinn, Bismut und Antimon) ausgegossen wird. Mit Gutenbergs Handgerät ließen sich maßgenaue, identische einzelne Lettern und Zeichen in großer Zahl herstellen.

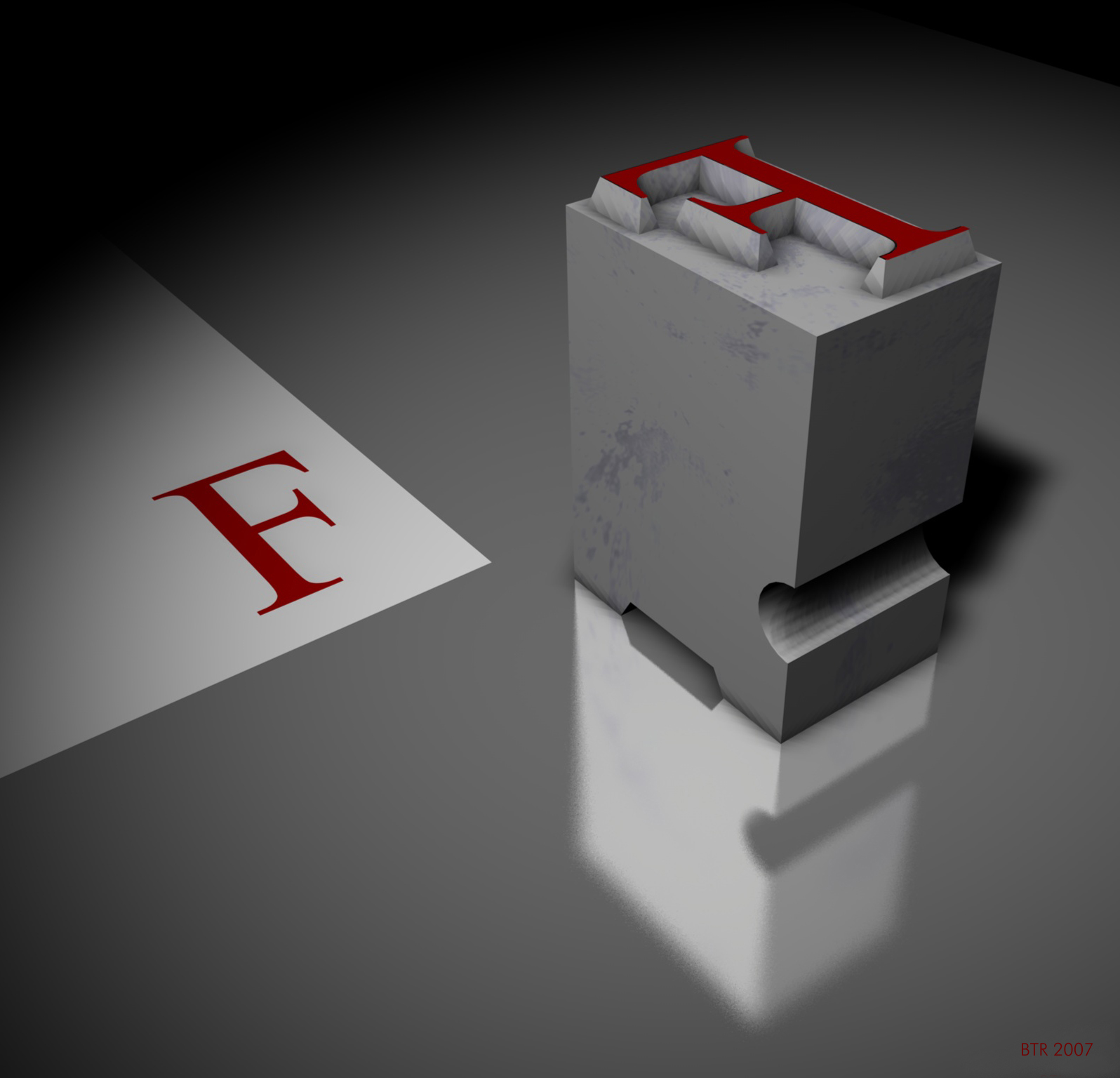
Gegossener und fertig bearbeiteter Druckletter

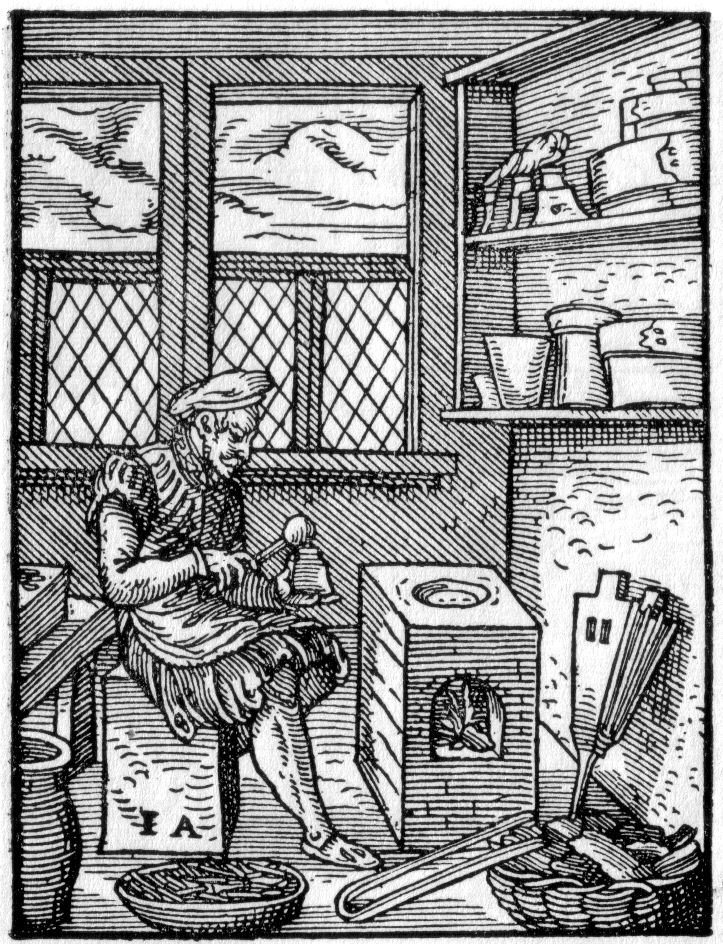
Der Schrifftgiesser (Holzschnitt; in: Ständebuch, 1568)

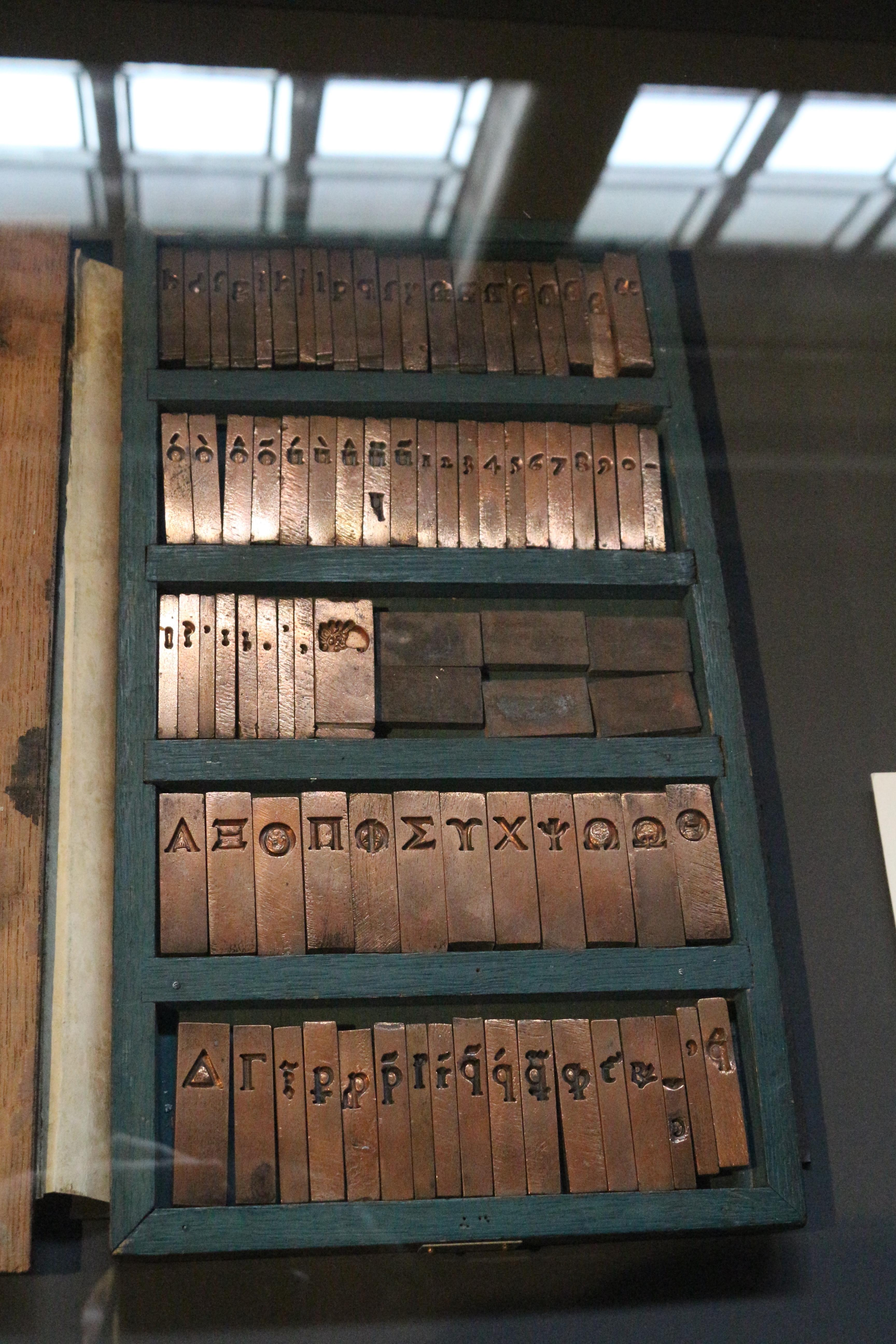
Originalmatrizen von Claude Garamond

## Herstellung der Matrize
Die Matrize der Letter basierte auf einem Stempel. Benötigt wurde ein metallener Stempel der Letter, den der Formschneider als seitenverkehrtes Relief herstellte. Dieser Stempel, die Patrize, wurde mit dem Hammer in ein weicheres Stück Metall, etwa Kupfer, geschlagen. Der Abdruck ergab als seitenrichtiges Negativ die vielfach verwendbare eigentliche Gussform, die Matrize, für die seitenverkehrte Letter.

## Guss per Hand
Gutenberg erfand eine zweiteilige und passgenaue Gießform aus Metall (Eisen oder Messing), die die Matrize aufnahm und durch einen Kanal die Zufuhr der flüssigen Metalllegierung ermöglichte. Die beiden Hälften des Geräts lagen in einer Fassung aus Holz, um die beim Einfüllen der heißen Legierung sich erhitzende Form in der Hand halten zu können.
Überdies ließen sich die Matrizen auswechseln; so benötigten die verschiedenen Lettern keine jeweils eigenen Gießformen und ließen sich dennoch wiederholt mit gleichen Größen und in beliebiger Anzahl herstellen. Für die folgenden Jahrhunderte waren Schriftgießereien und der Handwerksberuf des Schriftgießers und des Schriftsetzers bestimmend für die Fertigung von Büchern.

## Bedeutung
Die Druckwerkstätten konnten sich nun die Lettern in von ihnen benötigter Menge und typografischer Gestalt anfertigen. Dadurch wurden höhere Auflagen in kürzerer Zeit möglich. Der Buchdruck in dieser Form  etablierte sich im ausgehenden 15. Jahrhundert als neue Technik zur Verbreitung von Ideen und Gedanken.
Die seit Gutenbergs Bibeldruck Mitte der 1450er Jahre bis Ende 1500 entstandenen Druckwerke werden als Inkunabeln geführt. Im Zuge der schnellen Entwicklung des Buchdrucks wanderten die Drucker. Vergleiche zwischen den Produkten einzelner Werkstätten zeigen sowohl Nachschnitte als auch Weitergaben von Typensätzen, also den Lettern-, Ligaturen- und Zeichenensembles der Drucker. Damit lassen sich die Wege der Druckkunst in Europa aufzeigen und nachvollziehen.